# Љубица Тапавички
Љубица Тапавички (Тараш, 1925 – 2006) била је српска и југословенска академска вајарка.

## Биографија
Љубица Тапавички рођена је у селу Тарашу, надомак Зрењанина. Завршила је Гимназију у Зрењанину, а потом је уписала Академију ликовних уметности у Београду. Дипломирала је у класи професора Сретена Стојановића и Илије Коларовића. Постдипломеске студије, такође је завршила на београдској Академији ликовних уметности. Израдила је велики број споменика, спомен биста и спомен рељефа. Посебна специјалност Љубице Тапавички била је ситна пластика, медаље и плакете. Њене медаље и плакете често су инспирисане старим банатским мотивима, са пастирима и прељама. Клуб француске медаље (Париз) умножио је њену медаљу Злата 1967. године, као и плакету Преља, десет година касније.
Живела је у Београду и радила као ликовни педагог. Ипак, остала је везана за завичај. Зрењанинском Народном музеју поклонила је 1982. године 20 радова. Легат Љубице Тапавички део је сталне поставке зрењанинског музеја. Налази се у Женској соби, поред легата још три уметнице - Паулине Сударски, Фредерике Бенде и Злате Марков Барањи.
Скулптуре и медаље Љубица Тапавички налазе се у музејима, галеријама и на отвореном простору многих места. Међу њима су Лисабон, Париз, Равена, Цетиње, Вршац, Београд, Зрењанин и други градови и села у Србији.
Занимљива је судбина њене скулптуре Преља. Гипсану скултуру, која приказује тиху и вредну Банаћанку, Љубица Тапавички поклонила је 1957, године Савременој галерији у Зрењанину. Скулптура је више од 50 година стајала у депоу Галерије, да би 2009. године била изливена у бронзи и постављена испред Градске народне библиотеке и зграде Католичке цркве.

## Награде
- Медаља Злата, награђена је трећом наградом у Паризу, 1967. године. Клуб француске медаље умножио је Злату у 150 примерака.